# Riccione
Riccione es un municipio situado en el territorio de la provincia de Rímini, en Emilia-Romaña (Italia).
En verano sufre un fuerte aumento de población, debido a que es muy visitado por los turistas.
Tiene 650 hoteles aproximadamente.
En 2017 fue protagonista de la canción de TheGiornalisti - "Riccione".

## Historia
Las orígenes de los primeros asentamientos en Riccione están muy lejos, ya que los primeros hallazgos arqueológicos presentes en este territorio datan del siglo II a. C.. 
La ciudad se encuentra a lo largo de Via Flaminia, que conecta Rimini a Roma.
El turismo en Riccione empezó al final del siglo XIX, cuando fueron construidas las primeras residencias elegantes, utilizadas por las personas que llegaban a la ciudad por la línea ferroviaria Bologna - Ancona.
Dos personajes fundamentales en la historia de la ciudad han sido los cónyuges Ceccarini, los cuales han ayudado económicamente en la construcción del hospital y otras iniciativas sociales.
Desde 1922 Riccione es un municipio autónomo.
En 1934, Benito Mussolini compró una villa en Riccione, que utilizó para las vacaciones y se convirtió en su residencia de verano por diez años. Hoy en día Villa Mussolini está abierta a eventos públicos.
Desde 2014 su alcalde es Renata Tosi.

## Personas relevantes de Riccione
- Paolo Conti, exjugador de fútbol en el papel de portero
- Paolo Cevoli, comediante
- Martina Colombari, Miss Italia en 1991, actriz
- Igino Righetti, abogado y presidente nacional de la FUCI
- Mattia Pasini, piloto de la Clase 250 hasta 2009 y de la Moto 2 desde 2010
- Isabella Santacroce, escritora
- Mirko Vucetich, arquitecto
- Simone Sabbioni, nadador
- Franco Nanni, exjugador de fútbol

## Turismo
Riccione es, junto a Rimini, una de las ciudades costeras italianas más conocidas.
El turismo de Riccione está constituido principalmente por jóvenes, atraídos por la gran cantidad de clubes y discotecas, las cuales han convertido Riccione en capital del entretenimiento en Italia.
Las discotecas históricas son el Cocoricò, el Echoes, el Pascià, el Peter Pan y la Villa delle Rose.
Hay parques de atracciones como Oltremare y Aquafan.

## Demografía
| Gráfica de evolución demográfica de Riccione entre 1861 y 2011 |
|                                                                |
| Fuente ISTAT - elaboración gráfica de Wikipedia                |